# Jana Khokhlova
Pour les articles homonymes, voir Khokhlova.
Jana Vadimovna Khokhlova (en russe : Яна Вадимовна Хохлова), née le 7 octobre 1985 à Moscou, est une patineuse russe. Son partenaire en danse sur glace est Sergey Novitski, avec lequel elle patine depuis octobre 2001.

## Biographie

### Carrière sportive
Elle a commencé à patiner en participant à un ballet sur glace nommé « Aleko ». À 13 ans, elle s'est dirigé vers le patinage en couple mais du fait qu'elle a débuté trop tard à s'entraîner pour les sauts, un entraîneur lui a conseillé d'essayer la danse sur glace.
Lors des Championnats du monde 2008, elle obtient sa seule médaille planétaire en prenant le bronze. En 2009, elle remporte le titre européen et gagne à domicile la Coupe de Russie.
Aux Jeux olympiques, elle a réalisé sa meilleure performance à Vancouver en 2010 avec une neuvième place.
En 2011, après un an de collaboration avec Fedor Andreev, elle prend sa retraite sportive.

## Palmarès
Avec deux partenaires :
- Sergey Novitski (9 saisons : 2001-2010)
- Fedor Andreev (1 saison : 2010-2011)

| Compétition             | 2002    | 2003    | 2004    | 2005    | 2006    | 2007    | 2008    | 2009    | 2010    |  | 2011    |  |  |  |
| Jeux olympiques d'hiver |         |         |         |         | 12e     |         |         |         | 9e      |  |         |  |  |  |
| Championnats du monde   |         |         |         |         | 12e     | 8e      | 3e      | 6e      | F       |  |         |  |  |  |
| Championnats d'Europe   |         |         |         |         | 10e     | 4e      | 3e      | 1re     | 3e      |  |         |  |  |  |
| Championnats de Russie  | 7e      | 5e      | 4e      | 3e      | 3e      | 2e      | 1re     | 1re     | F       |  | 4e      |  |  |  |
|                         |         |         |         |         |         |         |         |         |         |  |         |  |  |  |
| Grand Prix ISU          | 2001/02 | 2002/03 | 2003/04 | 2004/05 | 2005/06 | 2006/07 | 2007/08 | 2008/09 | 2009/10 |  | 2010/11 |  |  |  |
| Finale du Grand Prix    |         |         |         |         |         | 5e      | 5e      | F       | F       |  |         |  |  |  |
| Skate America           |         |         |         |         |         |         |         |         | 4e      |  |         |  |  |  |
| Skate Canada            |         |         |         | 6e      |         |         |         |         |         |  |         |  |  |  |
| Coupe de Chine          |         |         |         |         |         | 3e      |         | 3e      | 2e      |  |         |  |  |  |
| Trophée de France       |         |         |         |         | 6e      |         | 2e      |         |         |  |         |  |  |  |
| Coupe de Russie         |         |         |         | 7e      |         |         |         | 1re     |         |  |         |  |  |  |
| Trophée NHK             |         |         | 6e      |         | 4e      | 2e      | 3e      |         |         |  |         |  |  |  |
| Légende : F = Forfait   |         |         |         |         |         |         |         |         |         |  |         |  |  |  |